# Teletón Ecuador
La Teletón en Ecuador es un evento inspirado en la Teletón de Chile, donde, a través de una transmisión de televisión y radio, se intenta recaudar dinero para crear centros de rehabilitación infantil (CRIT) para niños con diferentes discapacidades. 

## Historia
La Teletón por la Vida fue fundada en 1984 por Jaime Nebot, ex Gobernador del Guayas y Alcalde de Guayaquil, que decidió construir esta iniciativa con el objetivo de ayudar a los niños discapacitados del Ecuador.
Se organiza anualmente en el Teatro Centro de Arte de Guayaquil, Ecuador. Al igual que otras teletones, esta se financia a través de donaciones.
En 2011 se organizó la edición número 20 con el objetivo de recaudar 900 000 dólares.
La edición correspondiente al 2020 se suspendió debido al avance de la Pandemia de COVID-19 en Ecuador.